# أندي ميكي
أندي ميكي هو نحات كندي، ولد في 1918 في منطقة كيفاليق في كندا، وتوفي في 1983.